# Campionat del món de ciclisme en pista de 1925
El Campionat Mundial de Ciclisme en Pista de 1925 es va celebrar a Amsterdam (Països Baixos) del 16 al 23 d'agost de 1925.
En total es va competir en 3 disciplines: 2 de professionals i 1 d'amateurs.

## Resultats

### Professional
| Prova                | Or                        | Argent                    | Bronze                  |
| Velocitat individual | Ernest Kauffmann · Suïssa | Maurice Schilles · França | Lucien Michard · França |
| Darrere moto         | Robert Grassin · França   | Jan Snoek · Països Baixos | Georges Sérès · França  |

#### Amateur
| Prova                | Or                          | Argent                           | Bronze                          |
| Velocitat individual | Jaap Meijer · Països Baixos | Antoine Mazairac · Països Baixos | Bernardus Leene · Països Baixos |

## Medaller
| Pos. | País          | Or | Plata | Bronze | Total |
| 1    | Països Baixos | 1  | 2     | 1      | 4     |
| 2    | França        | 1  | 1     | 2      | 4     |
| 3    | Suïssa        | 1  | 0     | 0      | 1     |